# جمعية موريشيوس الوطنية
جمعية موريشيوس الوطنية (بالإنجليزية: National Assembly )‏ هي الهيئة التشريعية في موريشيوس، وتتكون من 65 مقعداً.